# Уральский учебно-опытный лесхоз
Уральский учебно-опытный лесхоз — один из крупных лесхозов на территории Свердловской области.
Лесхозу принадлежит более 29 тысяч гектар земли в зоне непосредственно примыкающей к одному из крупнейших городов России.

## Статус
Юридически является структурным подразделением Уральского государственного лесотехнического университета. Центр — в поселке Северка, входящего в муниципальное образование «город Екатеринбург».
Директор (по состоянию на 2012 год) — Олейников Юрий Ионович, главный лесничий — Климов Алексей Викторович.

## История
Лесхоз организован 23 марта 1948 года в результате закрепления участка лесного фонда за Уральским лесотехническим институтом для научных, образовательных целей и для прохождения учебных и производственных практик в соответствии с Постановлением Совета Министров СССР № 881-Р от 27 января 1948 г.

## Деятельность
На территории лесхоза студенты лесохозяйственного факультета УГЛТУ проходят учебные и производственные практики. В распоряжении студентов на территории лесхоза имеются аэрокосмический лесотаксационный полигон, два гидролесомелиоративных стационара, опытно-производственный участок осушения на площади 200 га и другие учебные и научные объекты.
В состав учебно-опытного лесхоза входят 5 участков: Парковый, Северский, Верх-Исетский, Студенческий, Уваловский, цех деревообработки, транспортный цех, столярный цех, питомник декоративных растений, учебный гостиничный комплекс «Лаборатория гостеприимства» со столовой, спортивно-оздоровительный лагерь «Юность», база отдыха для сотрудников «Бодрость», учебно-опытное охотничье хозяйство на площади 26 тыс.га..
Располагается как на территории муниципального образования «город Екатеринбург», так и на территориях прилегающих муниципалитетов.
В 2006 году на территории лесхоза создан Центр трансферт-технологий в лесопромышленном комплексе с целью апробации и исследования технологических процессов лесопромышленного производства.